# Старый дом (фильм, 1969)
«Ста́рый дом» — советский художественный полнометражный чёрно-белый фильм, снятый режиссёрами Борисом Бунеевым и Валерием Беляковичом на киностудии имени М. Горького в 1969 году. Премьера состоялась в январе 1970 года.

## Сюжет
Фильм посвящён раннему периоду жизни русского писателя, философа и революционера А. И. Герцена (1812—1870): о становлении молодого критика, его первой и безответной любви.

## В ролях
- Андрей Мягков — Александр Герцен
- Родион Нахапетов — Огарёв
- Ольга Гобзева — Наталья Александровна, жена Герцена
- Борис Кумаритов — Грановский
- Никита Подгорный — Кетчер
- Николай Дубинский — Щепкин
- Алексей Чернов — чиновник в судебной палате
- Евгений Евстигнеев — Иван Алексеевич Яковлев, отец Герцена
- Галина Григорьева — Луиза Ивановна Гааг, мать Герцена
- Евгения Хованская — княгиня Хованская
- Андрей Файт — Никита, лакей Яковлева
- Алексей Добронравов — князь
- Игорь Дмитриев — Василий Петрович, бывший декабрист
- Георгий Тейх — чиновник
- Павел Шпрингфельд — генерал Дубельт
- Борис Григорьев — обвиняемый в поджоге
- Валентин Брылеев — чиновник
- Николай Брилинг — оберполицмейстер
- Дмитрий Масанов — генерал-губернатор Зуров
- Инна Выходцева — крепостная Мусина-Пушкина
- Евгений Киндинов — Сазонов
- Георгий Милляр — конвоир
- Олег Мокшанцев — тюремный комендант

## Съемочная группа
- Режиссёр: Борис Бунеев, Валерий Белякович
- Сценарий: Иосиф Ольшанский, Нина Руднева
- Оператор: Г. Гарибян
- Композитор: Михаил Раухвергер